# 森下仁道
森下 仁道（もりした じんどう、1995年8月25日 - ）は、岡山県出身のサッカー選手。ポジションはフォワード。

## 来歴
父親の仕事の都合でオランダに渡った5歳の頃にサッカーをはじめ、10歳で帰国。高校3年時、岡山県立倉敷青陵高等学校を1年休学し、父親のインドネシア赴任に帯同してサッカーを続けた。
2015年、筑波大学社会・国際学群国際総合学類に入学し、体育会蹴球部に所属。大学を1年休学し、2019年1月にザンビアン・プレミアリーグのマエストロ・ユナイテッド・ザンビアFC（F.C MUZA）とプロ契約を締結し、同年3月デビュー。現地ではサッカーを通じた青少年の育成のほか、パーソナルトレーナーとしても活動。
2020年、大学卒業時に筑波大学校友会賞受賞、官民協働国家プロジェクト「トビタテ!留学JAPAN」において最優秀賞および特別賞受賞。同年12月にはスポーツ版ダボス会議“Global Sports Week”主催の【次世代ヤングスポーツリーダー世界30人】に選出。
アフリカへの再挑戦を掲げ、2021年3月にガーナ・プレミアリーグ史上初の日本人選手としてケープ・コースト・エブスア・ドワーフスFCとプロ契約を締結、翌月にデビューを果たし、2シーズンをプレーする。2023年1月、同リーグのアクラ・グレート・オリンピックスFCに移籍。地元・倉敷市に本社を置く個人スポンサーの「アイルエンジニアリング株式会社」のチームスポンサーとしての参画を発表。
同年8月、一時帰国中に左膝前十字靭帯を断裂。再腱手術と日本でのリハビリを経て、翌2024年7月にスタッド・マロカン (Botola 2) とモロッコ史上初のアジア人選手としてプロ契約を締結。 同様に個人スポンサーであった茨城県水戸市に拠点を置くマーケティング会社「株式会社Okwi」および、モロッコ最大の養鶏事業を展開する「Zalar Holding」がチームスポンサーとしての支援の開始を発表した。
同年10月8日、Coupe d’excellence Racing AC戦にてスターティングメンバーとして公式戦デビューを果たし、初ゴールを記録。 「モロッコリーグ史上初のアジア人によるゴール」として現地メディアで大きく取り上げられる。

## 所属クラブ
ユース経歴
- HAJAXS FC
- 岡山県立倉敷青陵高等学校
- 筑波大学

プロ経歴
- 2019年  マエストロ・ユナイテッド・ザンビアFC
- 2021-23年  ケープ・コースト・エブスア・ドワーフスFC（英語版）
- 2023年  アクラ・グレート・オリンピックスFC（英語版）
- 2024年-  スタッド・マロカン